# Wang Xiaohong
Xiaohong Wang (China, 20 de noviembre de 1968) es una nadadora  retirada especializada en pruebas de estilo mariposa, donde consiguió ser subcampeona olímpica en 1992 en los 200 metros.

## Carrera deportiva
En los Juegos Olímpicos de Barcelona 1992 ganó la medalla de plata en los 200 metros mariposa, con un tiempo de 2:09.01 segundos tras la estadounidense Summer Sanders y por delante de la australiana Susie O'Neill.
También ganó la plata en los 100 metros mariposa en el Mundial de piscina larga de Perth, Australia, de 1991.